# Сильвія Назар
Сильвія Назар (англ. Sylvia Nasar) — американська письменниця й журналістка німецького походження. Насамперед відома як авторка книжки «Блискучий розум», біографії Джона Форбса Неша-молодшого.

## Біографія
Народилася 17 серпня 1947 року в Розенгеймі, Німеччина. З батькового боку — узбечка, а материного — німкеня. Її батько — Рузі Назар — вступив на службу до ЦРУ, де працював офіцером розвідки. 1951 року разом із сім'єю переїхала до США, а 1960 року — до Анкари, Туреччина. 1970 року здобула ступінь бакалавра з літератури в Антіохійському коледжі, а 1976 року — ступінь магістра з економіки в Нью-Йоркському університеті. Протягом чотирьох років здійснювала дослідження разом з Василем Леонтьєвим, лауреатом Нобелівської премії. 1983 року долучилася до діяльності журналу «Fortune», а 1990 року стала колумністкою в журналі «U.S. News & World Report». У 1991—1999 роках обіймала посаду економічного кореспондента в газеті «New York Times». З 2001 року викладає ділову журналістику в Колумбійському університеті.

## Особисте життя
Проживає в Террітауні, Нью-Йорк, США. Одружена з Дерілом Маклаудом, економістом Фордгемського університету. Має трьох дорослих дітей: Клару, Лілі та Джека.

## Блискучий розум
1998 року світ побачила книга «Блискучий розум», біографія лауреата Нобелівської премії з економіки Джона Форбса Неша-молодшого. Сильвія Назар описала різні аспекти життя Неша, повністю розглянула його особистість та мотивації, а також дослідила, який вплив мала на його особисте та професійне життя важка психічна хвороба, якою він страждав. Цього ж 1998 року книга здобула премію Національного кола книжкових критиків, а також стала номінантом Пулітцерівської премії за найкращу біографію. 2001 року світ побачила однойменна екранізація, яка в українському прокаті вийшла під назвою «Ігри розуму».

## Шлях до великої цілі: Історія одної економічної ідеї
2011 року Сильвія Назар опублікувала книгу «Шлях до великої цілі: Історія одної економічної ідеї», свого роду історичний наратив, який розкриває точку зору авторки щодо того, як економіка врятувала людство від злиднів та депривації, взявши матеріальне становище у свої руки, а не віддавши його на поталу Долі. Книга здобула Книжкову премію «Лос-Анджелес таймс» у категорії «Наука і технологія».

## Багатогранна доля
28 серпня 2006 року Сильвія Назар опублікувала на сторінках газети «Нью-йоркер» статтю під назвою «Багатогранна доля», що містила чи не єдине інтерв'ю з математиком Григорієм Перельманом, який довів гіпотезу Пуанкаре, але 2006 року відмовився від Медалі Філдса. У статті розглянуто реакцію Шинтана Яу на Перельманове доведення гіпотези. Згодом деякі математики написали листка на підтримку Яу, якого Сильвія зобразила в негативному світлі. Сам же вчений пригрозив судовим позовом, який так і не подав.

## Переклади українською
- Сильвія Назар. Блискучий розум. — Х. : Книжковий Клуб "Клуб Сімейного Дозвілля", 2017. — 720 с. — ISBN 978-617-12-4219-7.